# Émilien Pacini
Pour les articles homonymes, voir Pacini.
Émilien Pacini (né le 17 novembre 1811 à Paris et décédé le 23 novembre 1898 à Neuilly-sur-Seine) est un librettiste français d'origine italienne.

## Biographie
Il était le fils de l'éditeur et musicien Antonio Pacini et de Jacqueline Rosier. Sa sœur Eugénie Jeanne Pacini, est la mère d’Antony Choudens, compositeur et éditeur de musique et de Paul de Choudens, éditeur également. Son autre sœur Emilie Paton est une romancière et dramaturge français. Émilien Pacini travaillait dans l'administration des théâtres et occupait les fonctions de censeur dramatique au ministère de l'Intérieur. Il était ami avec Rossini, pour qui il a écrit les paroles de la cantate composée à l'occasion de l'Exposition universelle de Paris de 1867.

## Œuvres
Il a écrit les livrets suivants :
- Stradella, opéra, en collaboration avec Émile Deschamps, musique de Louis Niedermeyer (Opéra, 3 mars 1837)
- Loyse de Montfort, cantate, en collaboration avec Émile Deschamps, musique de François Bazin (Opéra, 7 octobre 1840)
- la version française du Freischütz, musique de Carl Maria von Weber, récitatifs d'Hector Berlioz, (Opéra, 7 juin 1841)
- les Deux princesses, opéra-comique, musique de Wilfrid d'Indy (Paris, janvier 1850)
- la Rédemption, mystère en 5 parties avec prologue et épilogue, avec Émile Deschamps, musique de Giulio Alary (Théâtre-Italien, 14 avril 1850)
- Cordélia, opéra de Séméladis, en collaboration avec Émile Deschamps (Versailles, avril 1854);
- la version française du  Trouvère, opéra de Giuseppe Verdi (la Monnaie de Bruxelles, 20 mai 1856 ; Opéra, 12 janvier 1857)
- la Perle de Frascati, opéra-comique, musique d'Amédée de Roubin (Rouen, 9 février 1859)
- Pierre de Médicis, opéra, en collaboration avec Jules-Henri Vernoy de Saint-Georges, musique de Joseph Poniatowski (Opéra, 9 mars 1860)
- Erostrate, opéra, en collaboration avec Joseph Méry, musique d’Ernest Reyer (Baden, 21 août 1862 ; Opéra, 16 octobre 1871)